# McCurtain (Oklahoma)
McCurtain est une ville du comté de Haskell, dans l'État d'Oklahoma, aux États-Unis,. En 2010, elle compte une population de 516 habitants.

## Démographie
Lors du recensement de 2010, la ville comptait une population de 516 habitants, tandis qu'en 2019, elle est estimée à 502 habitants.